# Summer Brielle
Summer Brielle (Tennessee; 7 de febrero de 1987) es una actriz pornográfica estadounidense.

## Carrera
Brielle se inició en la industria del cine para adultos en 2010 y desde entonces ha aparecido en más de 400 películas y escenas. Se realizó un aumento de pecho en 2011.

## Premios y nominaciones
| Año  | Ceremonia             | Resultado | Premio                               | Trabajo                           |
| ---- | --------------------- | --------- | ------------------------------------ | --------------------------------- |
| 2014 | Nightmoves            | Nominada  | Mejores pechos                       | —                                 |
| 2014 | Nightmoves Fan Awards | Nominada  | Mejores pechos                       | —                                 |
| 2014 | TLA Raw Awards        | Nominada  | Best Female Newcomer                 | —                                 |
| 2014 | Premios XBIZ          | Nominada  | Best New Starlet                     | —                                 |
| 2015 | Premios AVN           | Nominada  | Mejor escena de sexo grupal          | Orgy Masters 4                    |
| 2015 | Premios AVN           | Nominada  | Mejor escena de sexo grupal          | Holly... Would                    |
| 2015 | Premios AVN           | Nominada  | Premio Fan: Mejor actriz porno       | —                                 |
| 2015 | Premios AVN           | Nominada  | Mejor escena en solitario            | 9 1/2 Weeks: An Erotic XXX Parody |
| 2015 | Premios AVN           | Nominada  | Best POV Sex Scene                   | Tease Me POV                      |
| 2015 | Premios AVN           | Nominada  | Mejor actuación del año              | —                                 |
| 2015 | Nightmoves            | Nominada  | Mejores pechos                       | —                                 |
| 2015 | Nightmoves            | Nominada  | Mejor MILF                           | —                                 |
| 2015 | Nightmoves Fan Awards | Nominada  | Mejores pechos                       | —                                 |
| 2015 | Nightmoves Fan Awards | Nominada  | Mejor MILF                           | —                                 |
| 2015 | Premios XBIZ          | Nominada  | Mejor actriz película parodia        | 9 1/2 Weeks: An Erotic XXX Parody |
| 2015 | Premios XBIZ          | Nominada  | Mejor escena película parodia        | 9 1/2 Weeks: An Erotic XXX Parody |
| 2016 | Premios AVN           | Nominada  | Premio Fan: Mejor culo               | —                                 |
| 2016 | Premios AVN           | Nominada  | Premio Fan: MILF más caliente        | —                                 |
| 2016 | Premios AVN           | Nominada  | Premio Fan: Mejor estrella mediática | —                                 |
| 2016 | Premios AVN           | Nominada  | Mejor escena de sexo en grupo        | Prince the Punisher               |
| 2016 | Spank Bank Awards     | Nominada  | PAWG of the Year                     | —                                 |
| 2016 | Spank Bank Awards     | Nominada  | Blonde Babe of the Year              | —                                 |
| 2016 | Spank Bank Awards     | Nominada  | Most Voluptuous Vixen                | —                                 |
| 2016 | Spank Bank Awards     | Nominada  | Boobalicious Babe of the Year        | —                                 |
| 2016 | Premios XBIZ          | Nominada  | Mejor escena película gonzo          | Prince the Punisher               |